# Водосбор остролепестный
Водосбор остролепестный (лат. Aquilegia oxysepala) — вид травянистых растений рода Водосбор (Aquilegia) семейства Лютиковые (Ranunculaceae), произрастающий по берегам ручьев и речек в смешанных лесах, на опушках, прогалинах, лужайках на Дальнем Востоке, севере Японии, севере Кореи и в Китае.

## Ботаническое описание
Многолетнее травянистое растение. Стебель 70—100 см высотой. Листочки округлые, ромбические, обратно широкояйцевидные или овально-клиновидные, зубчатые, 3—5 см длиной и 2—3,5 см шириной; верхние стеблевые листья острые, вытянутые.
Цветки 2,5—3,2 (5) см в поперечнике. Чашелистики винно-красные, фиолетовые, редко белые, широколанцетные, длиннее отгиба лепестков, отстоящие, 2,5 (3) см длиной и 1—1,2 см шириной. Лепестки в целом 3,3 см длиной и около 1 см шириной с загнутыми внутрь шпорцами, одного цвета с чашелистиками; отгиб лепестков желтоватый, палевый, усечённый. Тычинки почти не выдаются из венчика; столбики видны. Листовки около 4 см длиной, волосистые, с короткими отогнутыми столбиками. Семена чёрные с едва заметными мелкими точками. Цветение в мае—августе.